# 덩야핑
덩야핑(중국어 간체자: 邓亚萍, 정체자: 鄧亞萍, 1973년 2월 6일 ~ )은 중화인민공화국의 스포츠 광고 모델, 대학 교수, 정치인이다. 중화인민공화국 여자 탁구 선수 국가대표를 지냈으며, 현역 시절 '중국 여자 탁구의 마녀'로 불렸다.

## 주요 이력
5세 시절이었던 1978년에 탁구에 처음 입문했고 그녀가 탁구에 첫 입문한 1978년 전후 당시 중국의 탁구와 관련된 해당 국제 배경을 살펴보자면 일단 1971년 둥비우 당시 중국 국가부원수 겸 국가원수 권한대행과 리처드 닉슨 당시 미국 대통령 간의 "핑퐁 외교"가 효시인데 이처럼 중국에서는 탁구를 비롯한 스포츠가 의외로 점차 개방되던 시기였다.
어린 시절의 덩야핑도 이에 관련된 스포츠 문화에 호응하듯 어린 시절에 탁구를 접하였고 1985년 12세 때 국제 챔피언십 리그에 첫 출전했고 1989년 독일 도르트문트에서 열린 국제 탁구 선수권 대회에서 첫 금메달을 획득하여 국제적으로 그 이름을 널리 알리기 시작했으며 1년 후 1990년 일본 홋카이도에서 열린 탁구 월드컵에서 금메달을, 같은 해 대한민국 서울에서 열린 탁구 월드컵에서 동메달을 각각 획득했다.
1992년 하계 올림픽에서도 금메달을 획득하면서 소위 "월드 탁구 스타"라는 명망을 떨치기 시작하였으며 양상쿤 당시 중국 국가주석과 장쩌민 당시 중국공산당 중앙위원회 총서기가 각각 친히 전하는 악수를 받기도 하였다. 
그리고 1994년 톈진 아시안 탁구 챔피언십 리그에서도 단식 금메달과 복식 은메달을 각각 획득하면서 리펑 당시 중화인민공화국 총리가 친히 전하는 축하 전언(祝賀 傳言)을 받기도 했으며 이후 1997년 탁구 선수 분야에서 은퇴한 후 2000년까지 스포츠 광고 모델로 활동하였다.

## 학력
- 중국 칭화 대학 영문과 학사
- 영국 노팅엄 대학교 대학원 현대 중국학 석사
- 영국 케임브리지 대학교 대학원 경제학 박사

## 이외 이력
- 前 베이징 체육대학교 전임교수
- 前 베이징 대학 전임강사
- 前 푸단 대학 겸임교수